# Smithville (New York)
Pour les articles homonymes, voir Smithville.
Smithville  est une localité de l'état de New York, dans le comté de Chenango.
Elle doit son nom à Peter Smith qui y était propriétaire.
La population était de 1 288 habitants en 2010.